# Marie Pierre Félix Chesnon de Champmorin
Marie Pierre Félix Chesnon de Champmorin, sieur de La Chatonnière, né le 1er décembre 1736 à Chinon (Touraine), mort le 5 octobre 1805 à Tours (Indre-et-Loire), est un général français.

## Biographie
Marie Pierre Félix Chesnon de Champmorin est le fils de  Félix Pierre Chesnon, écuyer, sieur de Champmorin, capitaine au régiment de Saillant et chevalier de l'ordre de Saint-Louis, et de Marie Thérèse Julie Vanderlinde. Il est le cousin de Pierre Bertrand Chesnon de Baigneux.
Il entre en service comme élève à l’école du génie de Mézières, il est nommé lieutenant le 16 avril 1756 et capitaine en 1769.
Il est promu général de brigade le 7 septembre 1792 avant de prendre le commandement du génie pendant le siège de Lille, combat à Neerwinden le 18 mars 1793 et le 25 mars 1793, il est à la prise d’Anvers. Le 21 mai 1793, il est suspendu de ses fonctions mais il reste à son poste, avant d’être de nouveau suspendu comme noble le 24 juillet 1793. 
Il est remis en service le 12 avril 1795, et il est nommé général de division le 13 juin 1795 en service à l’armée du Nord. Le 2 novembre 1795, il est destitué et mis à la retraite.
Il est fait chevalier de la Légion d’honneur le 29 mars 1805.

## Hommages
- Son nom est gravé sous l'arc de triomphe de l'Étoile, 7e colonne.

## Sources
- Marie Pierre Félix Chesnon de Champmorin sur roglo.eu
- (en) « Generals Who Served in the French Army during the Period 1789 - 1814: Eberle to Exelmans »
- Georges Six, Dictionnaire biographique des généraux & amiraux français de la Révolution et de l'Empire (1792-1814), éd 1934
- « Cote LH/476/48 », base Léonore, ministère français de la Culture